# Carmões
Carmões é uma povoação portuguesa do Município de Torres Vedras que foi sede da extinta Freguesia de Carmões, freguesia que tinha 6,74 km² de área e 809 habitantes (2016), e, por isso, uma densidade populacional de  120 hab/km².
A Freguesia de Carmões foi extinta (agregada) pela reorganização administrativa de 2012/2013, sendo o seu território integrado na União das Freguesias de Carvoeira e Carmões.

## População
| População da freguesia de Carmões | População da freguesia de Carmões | População da freguesia de Carmões | População da freguesia de Carmões | População da freguesia de Carmões | População da freguesia de Carmões | População da freguesia de Carmões | População da freguesia de Carmões | População da freguesia de Carmões | População da freguesia de Carmões | População da freguesia de Carmões | População da freguesia de Carmões | População da freguesia de Carmões | População da freguesia de Carmões | População da freguesia de Carmões | População da freguesia de Carmões |
| --------------------------------- | --------------------------------- | --------------------------------- | --------------------------------- | --------------------------------- | --------------------------------- | --------------------------------- | --------------------------------- | --------------------------------- | --------------------------------- | --------------------------------- | --------------------------------- | --------------------------------- | --------------------------------- | --------------------------------- | --------------------------------- |
| 1864                              | 1878                              | 1890                              | 1900                              | 1911                              | 1920                              | 1930                              | 1940                              | 1950                              | 1960                              | 1970                              | 1981                              | 1991                              | 2001                              | 2011                              | 2016                              |
| 803                               | 863                               | 923                               | 1 152                             | 1 087                             | 1 087                             | 1 330                             | 1 272                             | 1 341                             | 1 350                             | 1 088                             | 1 016                             | 871                               | 847                               | 831                               | 809                               |